# Benny Goodman
Benjamin David Goodman (30 tháng 5 năm 1909 - 13 tháng 6 năm 1986) là một nghệ sĩ kèn clarinet, đồng thời là trưởng nhóm nhạc người Mỹ được mệnh danh là "Vua nhạc swing".
Từ năm 1936 cho đến giữa những năm 1940, Goodman đã lãnh đạo một trong những ban nhạc swing lớn được yêu thích nhất ở Hoa Kỳ. Buổi hòa nhạc của ông tại Khán phòng Carnegie ở thành phố New York vào ngày 16 tháng 1 năm 1938, được nhà phê bình Bruce Eder mô tả là "buổi hòa nhạc jazz và hay buổi hòa nhạc đại chúng quan trọng nhất trong lịch sử: bữa tiệc 'xuất hiện' của nhạc jazz đối với thế giới âm nhạc 'đáng nể."
Các ban nhạc của Goodman bắt đầu sự nghiệp của nhiều nhạc sĩ nhạc jazz. Trong thời đại phân biệt chủng tộc, ông đã lãnh đạo một trong những nhóm nhạc jazz tổng hợp đầu tiên, nhóm tứ tấu và ngũ tấu của ông. Đến cuối đời, ông vẫn miệt mài biểu diễn khi khám phá ra được niềm yêu thích với âm nhạc cổ điển.